# Ярім-Лім (цар Алалаха)
Ярім-Лім (*д/н — бл. 1701/1700 до н. е.) — 1-й цар держави Алалах близько 1735—1701 років до н. е. Низка дослідників ототожнює його з Ярім-Лімом II, царем Ямхаду.

## Життєпис
Син Хаммурапі I, царя Ямхаду. В деяких джерелах він називає своїм батьком Абба'ела I, царя Ямхаду. Втім більшість дослідників вважають, що це віддзеркалення поширеної тоді формули звернення васала до сюзерена. Тому найпевніше Ярім-лім і Абба'ел I були братами.
Ще за життя батька отримав у володіння місто Іріду з областю. Приблизно 1735 року до н. е. за невідомих обставин проти нього повстав Зітр-Адду, намісник Іріду. Сам Ярім-лім не зміг упоратися із заколотом, тому запросив допомоги брата Абба'ела I. Той придушив повстання, але зруйнував Іріду. Щоб компенсувати братові втрату його спадку, Абба'ел I передав йому в володіння місто Алахтум з областю. Ярім-лім отримав титул царя, але визнав зверхність брата.
Невдовзі перейменував Алахтум в Алалах. Згодом його держава також стала відома як Мукіш. Зберігав вірність братові протягом усього його панування до 1720 року до н. е. Про подальші події тривають дискусії: одні дослідники вважають, що Ярім-лім посів трон Ямхаду після смерті Абба'ела I під ім'ям Ярім-лім II; інші розглядають їх як окремих царів.
Помер близько 1701 року до н. е. 1936 року британський археолог Чарлз Леонард Вуллі знайшов його поховання у власному палаці Ярім-Ліма на глибині 15 м. Над могилою встановили статую царя, виконану з діориту.